# Hærværk (roman)
 For alternative betydninger, se Hærværk (flertydig). (Se også artikler, som begynder med Hærværk)
Hærværk er en roman af Tom Kristensen fra 1930. Romanen blev skrevet efter opfordring fra Harald Bergstedt.
Romanen handler om litteraturkritikeren Ole Jastrau, der er ansat ved avisen Dagbladet.
Hærværk blev filmatiseret i 1977 af Ole Roos med Ole Ernst i hovedrollen.
| Citat          | Frygt sjælen og dyrk den ikke for den ligner en last | Citat |
| Hærværks motto |                                                      |       |

## Handling
Ole Jastrau bor med sin kone og søn i en lejlighed i Istedgade på Vesterbro i København. Han afbrydes i sin læsning af en ven fra fortiden kommunisten Sanders og dennes makker digteren Steffensen.
De to søger asyl i Jastraus lejlighed, da de som kommunister er eftersøgt af politiet. Det er valgaften, og hvis Socialdemokratiet vinder valget, vil der blive udstedt amnesti mod de eftersøgte kommunister. Under besøget håner de to Jastrau for at være blevet borgerlig og sat og minder ham om hans socialistiske fortid som eksperimenterende digter.
Jastraus kone Johanne er utilfreds med situationen og beslutter at overnatte hos sine forældre med deres søn. Jastrau flygter til redaktionen og den nærliggende bar Bar des Artistes, hvor han drikker sig fuld. Her lærer han desuden af avisens anmelder af udenlandsk litteratur Arne Vuldum, at digteren Steffensen i virkeligheden hedder Stefani og er søn af apoteker H. C. Stefani, som har skrevet en bog, Jastrau lige har anmeldt.
Næste morgen har Socialdemokraterne vundet valget, og de to flygtninge kan forlade lejligheden. Inden da har Jastrau læst nogle af de digte, som Steffensen har skrevet i løbet af natten . Her står bl.a. disse sætninger, som foruden at have givet navn til romanen, er betegnende for den følelse, Jastrau og digteren har delt:
| Citat | Men min angst maa forløses i længsel og i syner af rædsel og nød. Jeg har længtes mod skibskatastrofer og mod hærværk og pludselig død. | Citat |
|       | |       |

Besøget af de to har tændt den dårlige samvittighed hos Jastrau, der snart begynder at tænke, at han har forrådt sin revolutionære og fandenivoldske ungdom som digter. Han beslutter først ubevidst senere bevidst, at "gå i hundene", dvs. drikke sig ihjel. Det gør det ikke bedre, at Steffensen dukker op for at overnatte og er rasende over at hans digte, som Jastrau har givet til Dagbladet til udgivelse, er blevet trykt med navnet Stefani under. Jastrau lærer snart, at der i Stefani-familien florerer en kønssygdom, som er spredt og delt af faderens og sønnens udskejelser. Steffensen er i København sammen med familiens stuepige, som han enten har eller ikke har smittet med sygdommen. Tilsyneladende har Steffensen tænkt at drikke sig ihjel, og de to, Jastrau og han, ender snart i en destruktiv spiral af druk og laden stå til.
Da de endelig beslutter sig for at reagere i deres konstante nedtur, er det i form af et mislykket opgør med den nedladende Sanders og hans kommunistiske overbevisning, og et beskedent hærværk mod den katolske kirke, som Vuldum har prøvet at få Jastrau til at interessere sig for.
Romanen fortsætter med levende at beskrive Jastraus nedtur og mange afbrændinger af broer. Crescendoet er, da Jastrau under et besøg hos en luder, der tilfældigvis har en lejlighed i gården over for hans egen, ser sin bolig gå op i flammer.
Til slut bliver han af en af redaktørerne på Dagbladet, den konservative Kryger, tilbudt en rejse til Tyskland. Et slet skjult forsøg på at trække Jastrau ud af sin selvdestruktion. Romanen ender tvetydigt, da den ikke afslører, om han tager imod tilbuddet eller går under i druk i København.

## Hærværksom nøgleroman
Hærværk er en nøgleroman fra Kristensens tid som anmelder i Politiken, men også et selvopgør om, hvordan han lod alkohol og digterisk selvdyrkelse rasere sit liv. Kunsten dyrket som en rus; og svigter inspirationen, tilbød alkoholen en erstatningsrus. Jfr. Johs. V. Jensens Helled Haagen med sin blanding af digterdrømme og drukture, parret med bevidstheden om, at den livsstil nedbrød og ødelagde selvet. Hærværk solgte meget dårligt, men så kom der brev fra Hamsun:
Jeg har i halvandet døgn levet sammen med Jastrau og de andre, men nu er det slut, og jeg sidder her syg af savn efter mere af dem. Det er så tomt at det nu er slut. Jeg ved ikke at jeg i mit liv har været så optaget af en bog, min kone ved hvorledes jeg har læst – læst og refereret – hun læser den nu. Et genistreg og et kæmpeværk. Jeg beder Dem modtage min ærbødige hyldest. Jeg har selv skrevet bøger, det mangler ikke, men nu er jeg ydmyg, ingen bog er som Deres.
Tom Kristensen takkede Hamsun og spurgte, om han måtte bruge udtalelsen som reklame for sin bog. Det måtte han gerne, og pludselig fik romanen rekordsalg. Selv reddede Kristensen sig ud af alkoholproblemerne og blev aldrig digter igen, men fortsatte som anmelder.
Hærværk skildrer virkelige begivenheder og personer omkring valget i 1929. Modtagelsen af bogen i 1930 var præget af forargelse over udleveringerne. Således udlægges Dagbladet som Politiken, Vuldum som litteraturkritikeren Kai Friis Møller, redaktør Iversen som Henrik Cavling, Bar des Artistes som baren i Hotel Kong Frederik på Rådhuspladsen, Tom Kristensens egne drukproblemer som reelle osv. Tom Kristensen indrømmer selv i et interview disse personers identitet, mens Steffensen- og Stefani-familien og selve handlingen i bogen er fiktion; en psykologisk skildring af en mands kamp med at få knyttet forbindelsen mellem fortid og nutid.